# Iwan Miedwiediew
Iwan Michajłowicz Miedwiediew (ros. Иван Михайлович Медведев, ur. w listopadzie 1897 k. Kozielska, zm. 2 czerwca 1967 w Bałaszysze) – radziecki agronom i polityk.
Po ukończeniu szkoły wiejskiej był robotnikiem rolnym, a od 1914 robotnikiem w fabryce w Moskwie. 1916 wcielony do rosyjskiej armii, służył jako telefonista na Froncie Południowo-Zachodnim. W lutym 1917 ranny i zdemobilizowany, pracował na kolei, od czerwca 1918 do listopada 1920 służył w Armii Czerwonej, po kursie w Mohylewie (wrzesień 1919 - maj 1920) uczestniczył w wojnie z Polską. Od maja 1919 członek RKP(b), 1920-1922 uczeń technikum rolniczego, później zarządca sowchozów na Krymie i w guberni moskiewskiej/obwodzie moskiewskim. Od września 1930 do listopada 1931 kierownik grupy gospodarki rolnej w obwodzie moskiewskim, później pracownik naukowy Wszechzwiązkowego Instytutu Warzywnictwa, następnie Agrarnego Instytutu Czerwonej Profesury (do grudnia 1937). Propagandzista Komitetu Obwodowego WKP(b) w Moskwie, od lutego 1938 instruktor Wydziału Zarządzania Organami Partyjnymi KC WKP(b), od marca do 15 czerwca 1938 p.o. II sekretarza Komitetu Obwodowego WKP(b) w Swierdłowsku (równocześnie w marcu-kwietniu 1938 p.o. I sekretarza tego komitetu), od 19 czerwca 1938 do lutego 1939 II sekretarz Komitetu Obwodowego WKP(b) w Swierdłowsku. Później dyrektor Moskiewskiego Instytutu Zootechnicznego, w listopadzie 1941 ewakuowany do Samarkandy, od sierpnia 1943 do 1954 dyrektor Moskiewskiego Instytutu Futrzanego, od 1954 pracownik naukowy, a 1955-1957 docent katedry ekonomiki i organizacji produkcji rolnej Moskiewskiej Akademii Weterynaryjnej, od maja 1957 na emeryturze. Deputowany do Rady Najwyższej Rosyjskiej FSRR.

## Odznaczenia
- Order „Znak Honoru” (dwukrotnie)
- Medal „Za ofiarną pracę w Wielkiej Wojnie Ojczyźnianej 1941–1945”
- Medal „W upamiętnieniu 800-lecia Moskwy”